# P-CAD
P-CAD — програма проєктування електронних схем, розроблена компанією Personal CAD Systems Inc. Призначена для проєктування багатошарових друкованих плат електронних пристроїв.
До складу P-CAD входять два основні модулі — P-CAD Schematic, P-CAD PCB, та ряд інших допоміжних програм. P-CAD Schematic та P-CAD PCB — відповідно графічні редактори принципових електричних схем та друкованих плат.
Компанія декілька разів перепродавалась. Зараз[коли?] власником торгової марки є австралійська компанія Altium. Після виходу версії системи — P-CAD 2006 SP2 в 2006 році компанія Altium офіційно заявила про завершення розробки даного продукту. 30 липня 2008 року була припинена підтримка. Для заміни цієї системи компанія Altium пропонує систему Altium Designer.